# Hossein Rahmani Manesh
Hossein Rahmani Manesh, né le 7 novembre 2004, à Téhéran (Iran), est un acteur iranien.

## Activités artistiques et éducatives
Sa première apparition dans la série Charkhooneh réalisée par Soroush Sehat en 2007 a pu jouer deux courts rôles.
Il a pu assister aux cours d'Hamid Samandarian et cela l'a amené à jouer plusieurs rôles courts dans le film 2009 "About Ellie" réalisé par Asghar Farhadi, et son succès dans le deuxième film d'Asghar Farhadi s'est reflété dans le dernier pour aller dans cette façon d'agir. Il étudie toujours et étudie le théâtre

## Livres publiés
- Une fille prodige[3]
- Réhabilitation[4]
- Les footballeurs du monde entier[5]

## Lancement de la collection Aryan Star
En 2015, Hossein Rahmani Manesh a décidé de lancer une collection de stars aryennes. Il a pu obtenir une bonne interview avec quelques invités célèbres, et cette collection existe depuis 2015. Spectacle et est actuellement engagé dans les activités de la collection
- Amir Abbas Rajbiyan[6]
- Arat Hosseini[7]
- Mehdi Taremi[8]
- Mehran Ghafourian[9]